# Ál-kardfogú macskák

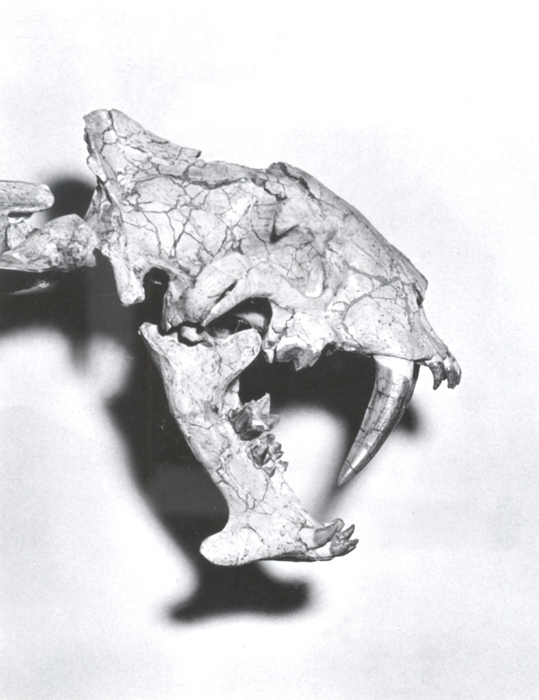
A Hoplophoneus mentalis koponyája, a szembetűnő kardfogakkal

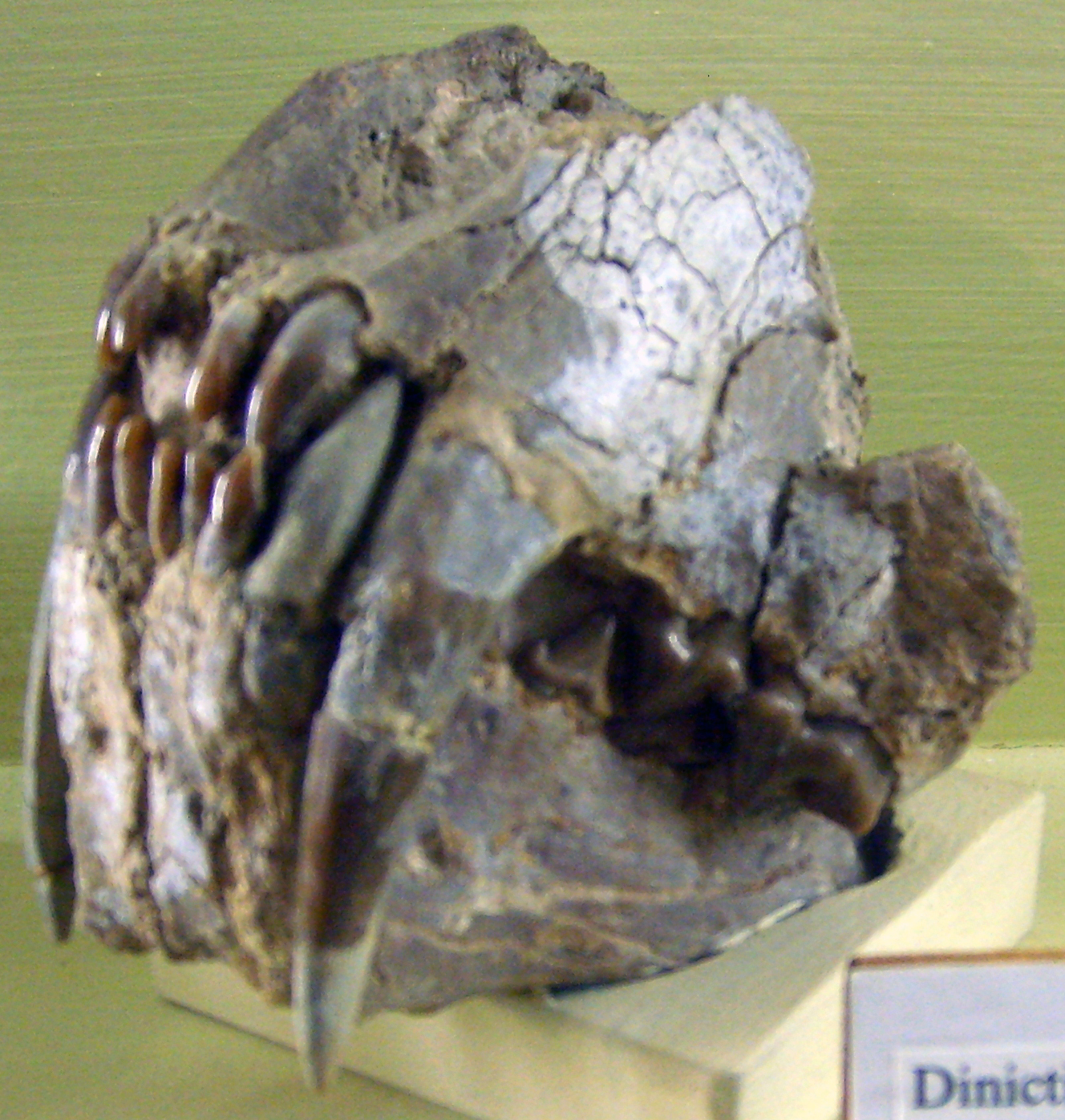
A Dinictis felina koponyája szemből a berlini Természetrajzi Múzeumban (Museum für Naturkunde)

Az ál-kardfogú macskák (Nimravidae) az emlősök (Mammalia) osztályába és a ragadozók (Carnivora) rendjébe tartozó kihalt család.

## Tudnivalók
Habár külsőre hasonlítanak a macskafélék családjába tartozó kardfogú macskákra, nem közeli rokonai egymásnak, hanem csak a párhuzamos evolúció következtében alakultak hasonlóvá. A korábban idesorolt Barboufelinae alcsalád, 2004-től külön családot alkot, Barbourofelidae névvel (Morlo et al. 2004).
Az ál-kardfogú macskák és a macskafélék családjai az eocén kor kezdetén, több mint 50 millió évvel ezelőtt válhattak külön. Az ál-kardfogú macskák fosszíliái (megkövesedett csontvázai) a kora eocéntől (42 millió év) a késő miocénig (5 millió év) terjedő időszakból kerültek elő; körülbelül 37 millió évig maradt fent ez a család.  Különválási folyamatuk körülbelül 28 millió évvel ezelőtt érte el tetőpontját. Az ál-kardfogú macskák Európa, Ázsia és Észak-Amerika területein éltek. A legjobban megmaradt ál-kardfogú macska kövületek a wyoming állambeli Flagstaff Rim-nél kerültek elő; itt található a Chadronian White River Formation. Többnyire izmos, alacsonyan hordott, macskaszerű testtel, rövid lábakkal és a macskákéhoz hasonló farokkal rendelkeztek. Hosszú koponyaformájukkal erősen különböznek a macskaféléktől, amint a képen is látható. Legnagyobb fajaik elérték az oroszlán méretét.

## Rendszertani besorolásuk
Az ál-kardfogú macskák nevet Cope adta 1880-ban. A család típusneme a Nimravus. A család megalkotása óta, az ál-kardfogú macskákat több alrendbe is besorolták: 1889-ben Cope a Fissipedia-ba; 1982-ben Flynn és Galiano a Caniformia-ba; 1988-ban Carroll az Aeluroida-ba; 1991-ben Bryant a Feliformia-ba; és 2005-ben Wesley-Hunt és Werdelin a Carnivoramorpha-ba.
Egyes szerzők az ál-kardfogú macskák nemeit nemzetségekbe (tribus) foglalják össze, hogy ezzel is érzékeljék a nemek közti szoros rokonságot. Egyes fajok a felső állkapcson nagy, lapított, kardfogú macskaformaszerű szemfogakat fejlesztettek. A nagy fogaknak az alsó állkapcson tokszerű helyük volt, amikor az állat pihent. Nem mindegyik fajnak volt nagy szemfoga; egyesek fogazata nagyon hasonlított a modern macskafélék fogazatára, ezeknek kisebb szemfog ült a felső állkapcsán. A két szélsőséges csoport mellett, volt egy harmadik is. Ez a csoport képezte az átmenetet. Ezeknek az állatoknak, eltérően a kardfogú macskaformaszerűektől, kisebbek voltak a szemfogaik, míg a kis szemfogú ál-kardfogú macskákétól, eltérően szemfogaik kúpalakúak voltak, hasonlóan a modern macskafélékéhez.
Az ál-kardfogú macskák nemcsak a fogazatukban különböztek egymástól, hanem méretben és alakban is. Változatosságuk majdnem olyan nagy, mint a mai macskaféléknél. Egyesek leopárdszerűek voltak, mások elérték az oroszlán és a tigris méreteit. Sőt olyan is volt, amelynek rövid volt a pofája, kerek a koponyája és kicsik voltak a szemfogai, e jellemzők alapján igen hasonlíthatott a mai gepárdra.

## Rendszerezésük
A családba az alábbi alcsaládok, nemek és fajok tartoznak:
- Hoplophoninae
  - Eusmilis
    - Eusmilis bidentatus
    - Eusmilis cerebralis
    - Eusmilis sicarius - lehet, hogy Hoplophoneus sicarius

  - Hoplophoneus
    - Hoplophoneus belli
    - Hoplophoneus dakotensis
    - Hoplophoneus kurteni
    - Hoplophoneus occidentalis - szinonima: Dinotomius atrox
    - Hoplophoneus mentalis - szinonima: H. oharrai
    - Hoplophoneus primaevus - szinonimák: H. insolens, H. latidens, H. marshi, H. molossus, H. robustus, Machaerodus oreodontis
    - Hoplophoneus sicarius - lehet, hogy Eusmilis sicarius
- Nimravinae
  - Dinictis
  - Dinaelurus
    - Dinaelurus crassus

  - Dinailurictis
    - Dinailurictis bonali

  - Eofelis
  - Nimravus - típusnem
    - Nimravus altidens
    - Nimravus brachyops
    - Nimravus edwardsi
    - Nimravus gomphodus
    - Nimravus intermedius
    - Nimravus sectator

  - Pogonodon
    - Pogonodon eileenae
    - Pogonodon platycopis - szinonimák: P. cismontanus, P. davisi, P. serrulidens

  - Quercylurus
    - Quercylurus major